# RM-SYSTÉM
RM-SYSTÉM, česká burza cenných papírů a.s. je burza cenných papírů, kde se obchoduje s akciemi českých i zahraničních společností. Tato burza vznikla roku 1993 a je zaměřená především na drobné a střední investory. Jediným majitelem této burzy je Fio banka. Podíl RM-Systému na obchodech s akciemi v Česku se dlouhodobě pohybuje kolem 1,5 procenta. Výhodou RM-Systému je rychlejší vypořádání obchodů než na pražské burze.